# Anas Al-Adarbi
Anas Yalal Mohamed Al-Adarbi (22 de enero de 1990) es un deportista jordano que compitió en taekwondo. Ganó una medalla de oro en el Campeonato Asiático de Taekwondo de 2012 en la categoría de –74 kg.

## Palmarés internacional
| Campeonato Asiático | Campeonato Asiático          | Campeonato Asiático | Campeonato Asiático |
| Año                 | Lugar                        | Medalla             | Categoría           |
| ------------------- | ---------------------------- | ------------------- | ------------------- |
| 2012                | Ciudad Ho Chi Minh (Vietnam) | Medalla de oro      | –74 kg              |